# Celebrans
Celebrans (łac. celebrans – celebrujący; imiesłów przymiotnikowy czynny czasu teraźniejszego od celebrare – celebrować) – duchowny sprawujący liturgię. Najczęściej określenie to odnosi się do księży katolickich, starokatolickich, prawosławnych oraz pastorów i diakonów protestanckich.
Podczas celebracji mszy świętej według posoborowego rytu rzymskiego w Kościele katolickim kapłan, który przewodniczy, nazywany jest głównym celebransem, a pozostali odprawiający liturgię kapłani, koncelebransami. Podobne nazewnictwo stosują Kościoły greckokatolickie.